# ¡Guardias! ¡Guardias!
¡Guardias! ¡Guardias!, publicado inicialmente en español bajo el título ¡Guardias! ¿Guardias?, es un libro de género policial fantástico escrito por Terry Pratchett. Es el octavo libro de su saga Mundodisco, publicado en 1989 en inglés y en 1993 en español.
La edición original de Martínez Roca en España respetaba los signos de puntuación de la novela original (Guards! Guards!), pero Plaza & Janés decidió cambiar el segundo por una interrogación. El primer texto de contraportada de esta editorial, en el año 2000, hablaba de un ejército de enanos que se disponía a invadir la ciudad de Ankh-Morpork, cosa que no tiene nada que ver con el argumento de la novela. Se solucionó en posteriores ediciones del libro al igual que los signos de interrogación volvieron a ser de exclamación. Estas interrogaciones vienen por la influencia de la edición americana, que a diferencia de la primera edición británica los añadieron por motivos desconocidos, cambiando el original.

## Sinopsis
La ciudad de Ankh-Morpork está gobernada por un Patricio, Lord Vetinari, que ha legalizado los asesinatos, los robos, la mendicidad y la prostitución para tenerlos controlados. El Gremio de Asesinos y el de Ladrones reciben una cuota de asesinatos y robos "razonables", y el sistema funciona con normalidad. Excepto para la Guardia Nocturna, que se ha visto reducida a tres hombres: el capitán Sam Vimes, el sargento Colon y el cabo Nobby Nobbs. La institución está degradada y envilecida.
Por otra parte, en las montañas, el rey de una mina de enanos decide enviar a su hijo adoptivo Zanahoria a ingresar en la Guardia para que se haga un hombre. Zanahoria mide dos metros, es simple y muy fuerte, y cree que todos somos capaces de llevarnos bien. Además, se ha estudiado las leyes de la ciudad. Zanahoria es capaz de revitalizar la Guardia, que debe descubrir quien anda detrás de las misteriosas apariciones de un dragón, que tienen como fin la restauración de la monarquía en la ciudad. Para ello contarán con la ayuda inestimable de lady Sybil Ramkin, una aristócrata experta en dragones de pantano.

## Adaptaciones
El libro ha sido adaptado como:
- Una obra de teatro adaptada por Stephen Briggs (1993)
- Una obra de teatro profesional adaptada por Geoffrey Cush y actuando Paul Darrow (1999)
- Un cómic (novela gráfica) dibujado por Graham Higgins y basado en la adaptación de Briggs (2000)
- Un videojuego basado en el argumento del libro, con Rincewind sustituyendo a Samuel Vimes.

- Datos: Q2078564